# Ninja Theory
Ninja Theory – brytyjski, niezależny producent gier komputerowych z Cambridge w Wielkiej Brytanii. Studio zostało założone w 2000 roku jako Just Add Monsters. W październiku tego samego roku została przejęta przez Argonaut Games. W 2004 przedsiębiorstwo zostało wykupione przez Jeza Sena, byłego CEO Argonaut Games i zmieniło nazwę na Ninja Theory. Przyczyną wykupu były problemy finansowe firmy.
10 czerwca 2018 roku, podczas targów E3 2018, Microsoft ogłosił, że zawarł umowę o przejęciu Ninja Theory, tym samym studio stało się częścią Microsoft Studios

## Produkty Ninja Theory
Lista produktów: Ninja Theory:
- Kung Fu Chaos (2003)
- Heavenly Sword (2007)
- Enslaved: Odyssey to the West (2010)
- DmC: Devil May Cry (2013)
- Fightback (2013)
- Hellblade: Senua’s Sacrifice (2017)
- Senua’s Saga: Hellblade 2 (2022)